# Residencia Joaquín Blume
La Residencia Joaquín Blume es una residencia para deportistas de alto nivel ubicada en Madrid (España), adscrita al centro de alto rendimiento del Consejo Superior de Deportes de la capital. Fue nombrada en honor al gimnasta español Joaquín Blume y está situada en la Ciudad Universitaria, en la calle Pintor el Greco, nº 1.

## Instalaciones
La residencia cuenta con 180 habitaciones individuales completamente equipadas y cuatro habitaciones adaptadas para deportistas discapacitados. Tiene habitaciones para monitores y amplias estancias para el servicio médico y la administración. Cuenta con todos los adelantos tecnológicos, y una amplia variedad de servicios comunes. En total, la residencia cuenta con una superficie construida de más de 12 000 m² distribuida en seis plantas más ático y garaje.
Esta residencia es una de las instalaciones deportivas con las que cuenta el Ministerio de Cultura y Deporte.

## Barcelona
La Residencia Blume de Barcelona, ubicada en Esplugas de Llobregat, cerró en 2015, incorporándose al Centro de Alto Rendimiento de San Cugat del Vallés.